# Петровден
Петровден е наричан празникът, посветен на християнските Първовърховни Апостоли Свети Петър и Свети Павел. Чества се на 29 юни (12 юли по стар стил) – както в Православната, така и в Римокатолическата църква. В традиционния български бит е един от най-почитаните празници през летния период.

## Празнуващи
Имен ден празнуват: Петър, Преслав, Петя, Павлина, Полина, Преслава, Памела, Камен, Кремена, Павел и производните на тях имена.